# Якимівська селищна територіальна громада
Якимівська селищна територіальна громада — територіальна громада в Україні, у Мелітопольському районі Запорізької області. Адміністративний центр —  селище Якимівка.
Площа громади — 1242,4 км², населення — 26 138 мешканців (2020).

## Історія
Громада утворена 16 травня 2017 року шляхом об'єднання Якимівської селищної ради та Володимирівської, Горьківської, Давидівської, Переможненської, Радивонівської, Розівської, Таврійської, Чорноземненської, Шелюгівської сільських рад Якимівського району.
19 липня 2020 року, в результаті адміністративно-територіальної реформи та ліквідації Якимівського району, громада увійшла до складу новоутвореного Мелітопольського району.

## Населені пункти
До складу громади входять 5 селищ: Кошове, Січове, Трудове, Якимівка, Якимівське та 31 сіл: Андріївка, Богатир, Велика Тернівка, Весняне, Вовчанське, Володимирівка, В'язівка, Ганнівка, Давидівка, Дванадцяте, Дружба, Єлизаветівка, Зернове, Зірка, Мала Тернівка, Мирне, Михайлівське, Новоданилівка, Олександрівка, Перемога, Петрівка, Радивонівка, Розівка, Степове, Таврійське, Тимофіївка, Червоне, Чорноземне, Шевченка, Шелюги, Юріївка.